# 河曲村
河曲村（かわのむら）は三重県河芸郡にあった村。現在の鈴鹿市の北東部、近鉄鈴鹿線・鈴鹿市駅の北側一帯から関西本線・河曲駅の周辺にかけての区域にあたる。

## 地理
- 河川：鈴鹿川、六郷川、浪瀬川

## 歴史
- 1889年（明治22年）4月1日 - 町村制の施行により、河曲郡河田村・野辺村・竹野村・木田村・国分村・山辺村・十宮村・須賀村の区域をもって川曲村が発足。
- 1891年（明治24年）6月12日 - 川曲村が改称して河曲村となる。
- 1896年（明治29年）4月1日 - 所属郡が河芸郡に変更。
- 1942年（昭和17年）12月1日 - 白子町・神戸町・稲生村・飯野村・一ノ宮村・箕田村・玉垣村・若松村・鈴鹿郡国府村・庄野村・高津瀬村・牧田村・石薬師村と合併して鈴鹿市が発足。同日河曲村廃止。

## 交通

### 鉄道
村内の鈴鹿川左岸を関西本線が通過していた。鈴鹿市発足後の1949年3月11日、木田町に鈴鹿駅が設けられた。1973年の国鉄伊勢線（現：伊勢鉄道伊勢線）開業と鈴鹿駅設置に先立って、関西本線の鈴鹿駅は河曲駅に改称した。
現在は旧村域の南を近鉄鈴鹿線（1963年開業）が、東を伊勢鉄道伊勢線が通過する。

## 史跡
- 伊勢国分寺跡